# César Borgia (film, 1963)
Pour les articles homonymes, voir Borgia (homonymie).
Pour plus de détails, voir Fiche technique et Distribution.
César Borgia (Il duca nero) est un film de cape et d'épée hispano-italien réalisé par Pino Mercanti et sorti en 1963.
Le règne du cruel César Borgia (1475-1507) est contesté par Catherine Sforza (1480-1519) et les conspirateurs de l'Œillet rouge, qui envoient la belle Ginevra comme assassin. Mais Cesare et Ginevra tombent réellement amoureux.

## Synopsis
En Italie, au début du XVIe siècle. Cesare Borgia poursuit l'ambition d'unifier l'ensemble de l'Italie divisée, en s'appuyant sur ses grands talents d'intrigant et de combattant et sur sa sœur Lucrezia Borgia. Cependant, il doit d'abord faire face à deux ennemis. Le premier est Catherine Sforza, qui résiste à ses intentions avec son armée et dont Cesare Borgia a assiégé le château, qui est sous la protection du royaume de France. Le second est une conspiration dans ses rangs menée par un homme mystérieux surnommé l'Œillet rouge, que personne n'a vu.
Pour le faire tomber, Caterina Sforza s'allie à l'Œillet rouge, qui s'arrange pour qu'il tombe amoureux de Genoveva, une femme qui cherche à le faire mourir pour avoir tué son père, mais qui le tue. Cependant, elle tombe amoureuse de lui et il parvient à découvrir le complot. Guenièvre se suicide et il fait croire à tout le monde qu'il est mort pour que Œillet Rouge le pense aussi et se démasque ainsi que les autres conspirateurs. Ils sont démasqués.
Il s'avère que Cesare Borgia avait réussi à infiltrer la conspiration pour créer cette situation et ainsi découvrir les conspirateurs. Il s'avère également que Red Clavel était son lieutenant Riccardo Brancaleone, qui voulait prendre sa place et tuer ensuite tous les autres conspirateurs pour avoir conspiré avec lui et qui a sacrifié d'autres personnes, dont Genoveva, pour parvenir à ses fins.
Les conspirateurs sont arrêtés et exécutés, et Brancaleone est déchu de sa charge et banni, mais seulement pour se réfugier dans les troupes de Caterina Sforza. Cela lui donne l'excuse dont il a besoin pour prendre son château sans avoir à craindre la colère du roi de France, dont il convoite l'alliance et qui, dans une telle situation, laisserait Cesare Borgia s'emparer du château.
Grâce à une ruse, il peut s'infiltrer dans le château et l'attaquer par surprise de l'intérieur en s'en emparant. Au cours du combat, Cesare Borgia tue lui-même Brancaleone pour sa trahison, qu'il considère comme tout à fait répugnante pour avoir même trahi ses amis, et prend ensuite Catherine Sforza pour épouse, invoquant son droit de conquérant et lui promettant un mariage durable afin de continuer à être en bons termes avec la France.

## Fiche technique
- Titre français : César Borgia ou Le Duc noir[1]
- Titre original italien : Il duca nero[2],[3]
- Titre espagnol : El duque negro[4],[5]
- Réalisateur : Pino Mercanti
- Scénario : Max Di Thiene, Tullio Bruschi, Mario Amendola
- Photographie : Antonio Macasoli
- Montage : Jolanda Benvenuti (it)
- Musique : Giorgio Fabor (it)
- Décors : Alfredo Montori (it)
- Production : Tullio Bruschi
- Société de production : Rodes Cinematografica, Hispamer Film
- Pays de production :  Italie -  Espagne
- Langue originale : italien
- Format : couleurs par Eastmancolor - 2,35:1 - Son mono - 35 mm
- Durée : 105 minutes
- Genre : film de cape et d'épée
- Dates de sortie :
  - Espagne : 11 mars 1963
  - France : 30 avril 1964

## Distribution
- Cameron Mitchell : César Borgia (Cesare Borgia en VO)
- Grazia Maria Spina : Ginevra
- Conrado San Martín : Riccardo Brancaleone
- Franco Fantasia : Veniero
- Gloria Osuna : Lucrèce Borgia (Lucrezia Borgia en VO)
- Gianni Solaro : Tullio Serpieri
- Giovanni Vari : Morialdo
- Giulio Maculani : Giulio
- Manuel Castineiras : Tancrède
- Dina De Santis : Lavinia Serpieri
- Gloria Milland : Catherine Sforza (Caterina Sforza en VO)
- Nino Persello : Tito Serpieri
- Claudio Dani :
- Silvio Bagolini : Serafino
- Antonio Casagrande : l'homme qui tire la flèche
- Alberto Cevenini :
- Lilly Darelli :
- Piero Gerlini : Gabino
- Rafael Cores :
- Gilberto Mazzi : Messer Guidobaldo
- Renato Navarrini :
- Vladimiro Picciafuochi :
- Walter Pinelli :
- Lyssa :
- Robert Dean : Tancredi